# Paraleptamphopus subterraneus
Paraleptamphopus subterraneus is een vlokreeftensoort uit de familie van de Paraleptamphopidae. De wetenschappelijke naam van de soort is voor het eerst geldig gepubliceerd in 1882 door Charles Chilton.